# Leila Hyams
Leila Hyams (Nueva York, 1 de mayo de 1905–Bel Air, 4 de diciembre de 1977) fue una actriz cinematográfica estadounidense. Su carrera cinematográfica, relativamente corta, se inició en el cine mudo y finalizó mediados los años 1930.

## Biografía
Nacida en Nueva York, sus padres eran los artistas de vodevil John Hyams y Leila McIntyre, los cuales actuaron juntos en varios filmes, como por ejemplo el de 1939 The Housekeeper's Daughter. Siendo niña, Hyams actuaba en escena junto a sus padres y en su adolescencia fue modelo, llegando a ser bien conocida en los Estados Unidos por aparecer en una exitosa serie de anuncios en periódicos. Este trabajo como modelo le facilitó acceder al mundo del cine en Hollywood.
Hyams debutó en el cine en 1924. Gracias a su aspecto delicado, su cabello rubio y su buen carácter, fue elegida para actuar en diversos papeles de reparto, en los cuales se le pedía poco más que sonreír y aparecer bonita. Demostró ser capaz de asumir esos pequeños papeles y poco a poco fue aceptada como una verdadera actriz. Así, en 1928 hacía papeles protagonistas, consiguiendo el éxito en el primer filme sonoro de MGM, Alias Jimmy Valentine (1928) en el que trabajaban William Haines, Lionel Barrymore y Karl Dane. Al siguiente año actuó en el popular filme de misterio The Thirteenth Chair, con un papel que le dio la oportunidad de demostrar su habilidad dramática como sospechosa de asesinato. En 20th Century Fox, ese mismo año participó en un filme del director Allan Dwan considerado como perdido, The Far Call, una aventura romántica en la que actuaba Charles Morton.
La calidad de sus papeles fue en aumento con la nueva década, destacando de entre ellos el de la hermana de Robert Montgomery en el drama carcelario The Big House (1930), junto Chester Morris y Wallace Beery, recibiendo críticas positivas por su actuación. Posteriormente actuó en Surrender (1931).
Aunque tuvo éxito interpretando a mujeres bonitas e ingenuas, y desarrolló su capacidad dramática en melodramas criminales en los años 1930, ella es quizás más conocida por dos películas de horror, Freaks (1932) y Island of Lost Souls (1932). En la producción de ese año Tarzán de los monos (1932), Hyams había sido la primera elegida para hacer el papel de Jane, aunque ella lo rechazó. Finalmente fue Maureen O'Sullivan la que interpretó a Jane en esa y otras películas de Tarzán.
Hyams también trabajó en el film Red-Headed Woman de Jean Harlow (1932), en la comedia musical The Big Broadcast (1932, con Bing Crosby, George Burns y Gracie Allen), y en Ruggles of Red Gap (1935), junto a Charles Laughton y Charlie Ruggles, en un papel cómico elogiado por la crítica. 
Tras diez años y cincuenta filmes, Hyams se retiró de la actuación en 1936, aunque siguió ligada a la comunidad de Hollywood durante el resto de su vida. En 1927 se había casado con Phil Berg, permaneciendo la pareja unida hasta la muerte de ella, ocurrida en Bel-Air, California en 1977. Sus restos fueron incinerados, y las cenizas esparcidas.

## Filmografía
| - 1924 : Sandra - 1926 : Dancing Mothers - 1926 : The Kick-Off - 1926 : Summer Bachelors - 1927 : The Brute - 1927 : White Pants Willie - 1927 : The Bush Leaguer - 1927 : One-Round Hogan - 1927 : The Wizard - 1928 : The Branded Sombrero - 1928 : A Girl in Every Port - 1928 : The Crimson City - 1928 : Honor Bound - 1928 : Land of the Silver Fox - 1928 : Alias Jimmy Valentine - 1929 : Spite Marriage - 1929 : The Far Call - 1929 : The Idle Rich - 1929 : Wonder of Women - 1929 : Masquerade - 1929 : The Thirteenth Chair - 1930 : The Bishop Murder Case - 1930 : The Girl Said No - 1930 : The Flirting Widow - 1930 : The Big House - 1930 : Sweethearts and Wives | - 1930 : The Sins of the Children - 1930 : Way Out West - 1930 : Hurricane - 1930 : Way for a Sailor - 1930 : Part Time Wife - 1931 : Gentleman's Fate - 1931 : Men Call It Love - 1931 : Stepping Out - 1931 : The Phantom of Paris - 1931 : New Adventures of Get Rich Quick Wallingford - 1931 : Surrender - 1932 : Freaks - 1932 : Red-Headed Woman - 1932 : The Big Broadcast - 1933 : Island of Lost Souls - 1933 : The Constant Woman - 1933 : Horseplay - 1933 : Sing, Sinner, Sing - 1933 : Saturday's Millions - 1934 : The Poor Rich - 1934 : Affairs of a Gentleman - 1934 : No Ransom - 1935 : Ruggles of Red Gap - 1935 : People Will Talk - 1935 : 1,000 Dollars a Minute - 1936 : Yellow Dust |